# Shane's Chess Information Database
Shane's Chess Information Database (Scid) es una popular aplicación de base de datos para ver y manejar bases de datos de ajedrez disponible para UNIX, Windows, Linux, y Mac. Soporta PGN y su propio formato de bases de datos. El desarrollo de Scid ha reiniciado luego que éste cesara en 2004. Hay al menos dos proyectos que usan el código de Scid: ChessDB y  Scid vs Pc. Scid puede ser usado con módulos compatibles con Winboard como Crafty y Phalanx, y UCI como Fruit y Shredder para jugar contra ellos o para análisis. Scid puede usar las bases de datos de finales. Se puede almacenar fotografías de los jugadores en la base de datos y se pueden mostrar mientras se juega.

## Vista general

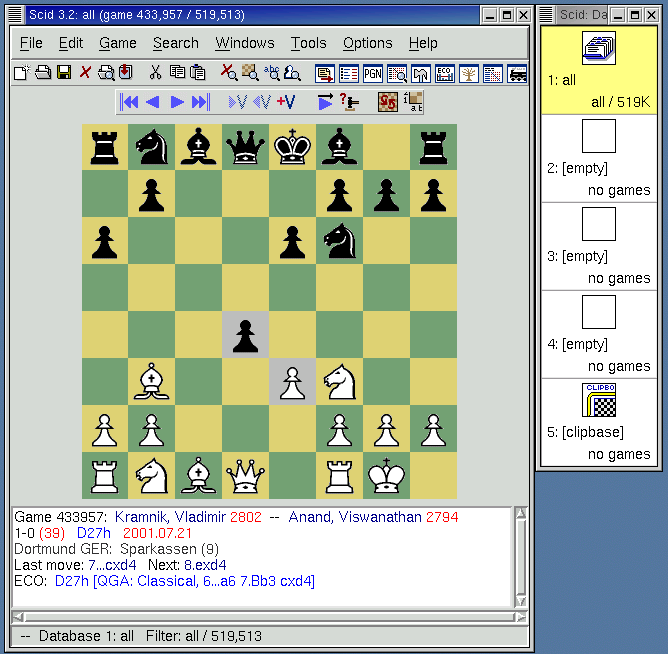
Scid Main Window.

Algunos encuentran la interfaz confusa al principio. Una vez se aprende a manejar se entiende lo lógica que es. Se pueden tener múltiples bases de datos abiertas simultáneamente. Hay además una base de datos en la que se puede trabajar temporalmente en donde los cambios no son permanentes. Esta base de datos no se salva una vez se cierra Scid.
Se pueden añadir comentarios, variantes en un juego específico. La ventana de árbol es muy útil si se usa con una gran cantidad de juegos de grandes maestros, los cuales se encuentran en internet de manera gratuita. Esto hace posible ver que tan popular es una jugada particular en el ajedrez de élite. Para esto, se debe abrir una base de datos de grande, abrir la ventana de árbol y luego una base de datos particular. 
Scid puede clasificar juegos usando el código ECO, teniendo en cuenta lo limitado que el código ECO es, Scid permite usar su propia extensión al sistema ECO. El código ECo para cualquier apertura Francesa variante del avance es CO2, Scid puede añadir sus propias letra que permiten una descripción más detallada.
Se pueden buscar finales específicos, como peón contra torre o torre contra dama. Scid posee un sofisticado sistema de búsqueda, en donde es posible especificar los nombres de los jugadores, el resultado, el código ECO. Si se quiere encontrar todos los juegos de Topalov contra Kramnik en 2006 que fueron tablas en donde Topalov jugó con negras, se puede hacer fácilmente.
Scid tiene una ventana de mantenimiento en donde se pueden buscar juegos repetidos (Es común tener juegos repetidos en una base de datos si se tienen diferentes fuentes). Scid puede hacer gráficos de ELO vs. tiempo. Scid ofrece toda su funcionalidad a diferencia de otros programas de ajedrez gratuitos como la versión gratuita de ChessBase que está limitada a 32000 juegos por base de datos, ni Scid, ChessDB o Scid-pg tienen esta limitación.